# T. E. Lawrence
Thomas Edward Lawrence (CB) (n. 16 august 1888, Tremadog⁠(d), Porthmadog⁠(d), Țara Galilor, Regatul Unit al Marii Britanii și Irlandei – d. 19 mai 1935, Bovington Camp⁠(d), Anglia, Regatul Unit), mai cunoscut ca T. E. Lawrence, a fost un diplomat, arheolog, scriitor și ofițer britanic, celebru mai ales pentru rolul jucat în revolta arabilor din 1916-1918, dar a cărui personalitate plină de vitalitate, alături de scrierile sale și de o largă varietate de activități și asocieri, au făcut din el obiect de fascinație în întreaga lume, unde a fost cunoscut ca Lawrence al Arabiei ("Lawrence of Arabia").
Conform fișei medicale întocmite de Forțele Aeriene Regale Britanice (RAF) la încorporare, pe 12 martie 1923 Lawrence avea înălțimea de 1,66 m și 59 kg, "cicatrici pe fese" și i se făcuse circumcizie.
Familia în care s-a născut T. E. Lawrence, la 16 august 1888, nu prea era un model al Angliei victoriene. 
Cu patru ani înainte, Thomas Chapman își părăsise soția și cele patru fiice nevârstnice, la Dublin, pentru a-și întemeia un cămin cu guvernanta acestora, Sarah Maden. Peregrinând între Irlanda, Țara Galilor, Scoția și Franța, Thomas și Sarah au avut împreună patru fii în decurs de nouă ani (al cincilea s-a născut în 1900). Stabilindu-se în cele din urmă la Oxford, sub numele de Lawrence, cuplul a căpătat, în sfârșit, o aparentă respectabilitate. Dar cel de-al doilea fiu al lor, sensibilul Thomas Edward, a suferit toată viața din cauza condiției de bastard. 
La vârsta de 12 sau 13 ani, micul Lawrence și-a rupt un picior. Fie din cauză că fractura s-a vindecat greu, fie din cauza oreionului contractat în adolescență, băiatul s-a oprit din creștere la înălțimea de aproximativ 1, 66 m. Cu un cap disproporționat de mare, părea mult mai scund când a intrat la Jesus College de la Oxford, în toamna anului 1907. Probabil în compensație pentru statura scundă, Lawrence și-a cultivat o serie de afectări, printre care un chicotit, strident, nervos, pe care mulți îl găseau agasant. Într-o lume a bărbaților, părea asexuat, dacă nu chiar efeminat. Primul roman biografic despre T. E. Lawrence a fost tradus în limba română de Mircea Eliade.

## Educația unui luptător
La Oxford, Lawrence a fost mult influențat de David George Hogarth, savant și arheolog preocupat de Orientul Mijlociu. Hogarth l-a încurajat să își scrie lucrarea de licență despre arhitectura militară a cruciaților și i-a dat studentului instrucțiuni detaliate când a plecat în Orientul Mijlociu, în iunie 1909, pentru cercetări pe teren. Călătorind prin Siria pe jos, singur, "trăind ca un arab, printre arabi", Lawrence s-a îndrăgostit de această regiune și de locuitorii ei. Întors la Oxford, a absolvit universitatea în vara anului 1910. La recomandarea lui Hogarth, Lawrence a obținut o bursă postuniversitară pentru a se alătura arheologilor de la Karkemiș, sit antic de pe malul vestic al Eufratului. Cu excepția lunilor de vară când, din cauza căldurii, lucrările se întrerupeau, Lawrence și-a petrecut următorii ani în Siria - cei mai fericiți ani din viață, cum va spune ulterior. În pantaloni scurți, s-a bronzat sub soarele arzător și a învățat în scurt timp să îi conducă pe cei 200 de muncitori pe care îi avea în subordine, vorbind și glumind cu ei în arabă. Dar arheologia nu îi satisface pe deplin interesul față de aceasta zonă; la un moment dat, înainte de ianuarie 1914, devine spion.

## Spionaj în deșert
Din a doua jumătate a secolului al XIX-lea, Imperiul Otoman era numit "bolnavul Europei". În timp ce Germania, Franța și Rusia doreau fiecare să devină puterea dominantă în Orientul Mijlociu pe ruinele imperiului, Marea Britanie acționa spre a-și asigura propriile interese. După ocuparea Egiptului, în 1882, britanicii controlau Canalul Suez, calea lor vitală spre India. Dar era necesară supravegherea îndeaproape a oricărei activități politice la est de Suez și de Marea Roșie. Cu finanțarea respectabilă a Fondului pentru Explorări în Palestina, Lawrence s-a alăturat arheologului Leonard Woolley și căpitanului britanic Stewart Newcombe pentru o cercetare a peninsulei Sinai, la începutul anului 1914. Aparent, ei încercau să găsească vestigii ale celor 40 de ani de peregrinări ale israeliților, după ieșirea din Egipt. În realitate, căutau semne ale unor activități militare turcești în regiunea de frontieră. 
Primul Război Mondial a izbucnit în iulie 1914 și, pentru scurt timp, Imperiul otoman a părut a rămâne neutru. Dar când turcii au atacat Rusia, aliata Marii Britanii, Lawrence s-a oferit să plece în Egipt. În decembrie se afla la Cairo, ajutând la crearea unei rețele de spionaj în zona pe care o cunoștea atât de bine.

## Arabia revoltată
Lawrence nu putea fi un soldat obișnuit. Despre prima întâlnire cu tânărul ofițer cu aer adolescentin, comandantul lui la Cairo nu își amintește decât de dorința de nestăpânit de a-i spune tânărului sa-și taie părul. Dar camarazii săi au fost entuziasmați de mintea sa ageră și de "extraordinara sa capacitate de a-și vedea liniștit de treburile lui". Însă în scurt timp s-a plictisit de cartografieri, de rapoarte geografice și de interogarea potențialilor spioni. 
În 1915, doi dintre frații săi au pierit în luptele din Franța. Lawrence se plânge în februarie 1916 că, spre deosebire de ei, "Noi nu facem aici decât să stăm și să plănuim o politică arabă de hărțuire. " Totuși, în luna următoare i se încredințează o misiune secretă extraordinară în Mesopotamia (actualul Irak) unde armata britanico-indiană era asediată de turci. El urma să ofere o mită de un milion de lire sterline comandantului turc pentru a ridica asediul și, pe ascuns, să instige triburile arabe locale la revoltă împotriva Imperiului Otoman. Ambele eforturi au eșuat și Lawrence s-a întors în Egipt pentru a fi din nou, după cum se plângea el, "țintuit în acel birou din Cairo. "
Când vestea revoltei lui Hussein din iunie 1916 a ajuns la Cairo, Lawrence scria acasă despre cât de bine se simțea că "ajutase oarecum la crearea unei noi națiuni". În octombrie este trimis în Hijaj să îi întâlnească pe rebelii arabi. Deși capabil ca lider moral, demnul Hussein era evident prea în vârstă pentru un comandant militar. Pe fiul lui cel mai mare Lawrence îl considera "prea cinstit", pe cel de-al doilea "prea isteț" și pe cel de-al patrulea "prea apatic". Dar în cel de-al treilea fiu al lui Hussein, Feisal, Lawrence a găsit "omul pe care îl căutam în Arabia - conducătorul care va duce la victorie revolta arabă". Tovarăși de arme, englezul scund, blond și arabul înalt, brunet se vor acoperi de glorie în următorii doi ani.

## "Aurens" merge până la capăt
Pentru a câștiga încrederea arabilor, Lawrence a început să poarte îmbrăcămintea localnicilor și să îndure călătoriile lungi pe cămilă. "Dacă adopți vestimentația arabă", scria el, "trebuie să mergi până la capăt. Să îți lași prietenii și obiceiurile englezești pe țărm și să-ți însușești toate obiceiurile arabe." Faptul că a adoptat modul de viață al arabilor i-a cucerit pe beduinii de obicei suspicioși, care atunci apărea strigau "Aurens ! Aurens !" - acesta fiind modul în care îi pronunțau ei numele, atât de străin limbii lor.
Însoțit de Lawrence și de suita sa formată din 25 de servitori și gărzi de corp, Feisal lansează ofensiva care avea să se încheie la Damasc. Sub îndrumarea lui Lawrence, el stabilește o strategie adecvată terenului și capacităților de luptă ale oamenilor săi. Înaintând în Peninsula Arabă, rebelii purtau un război de hărțuire care îi înspăimânta pe dușmani și înrolau, pe parcurs, recruți din alte triburi. Ei au ocolit fortărețele turcești și au atacat în mod repetat calea ferată din Hijaz, dinamitând poduri și linii ferate, provocând deraieri de trenuri, distrugând locomotive. "Spectacolul era splendid", scria Lawrence, "nu vă puteți imagina o bucurie mai mare pentru noi, o iritare și o furie mai mare pentru turci."
În ianuarie 1917, portul Wejh de la Mare Roșie a fost cucerit și, prin capitularea orașului Aqaba, în iulie, campania din Hijaz s-a încheiat cu victoria arabilor. Comandamentul britanic de la Cairo a înțeles imediat că rebelii arabi înfrânseseră mai multe trupe turcești decât britanicii și, după cum observa Lawrence oarecum malițios, "a început să își amintească cum sprijinise el revolta arabă". De acum înainte oamenii lui Feisal aveau să fie flancul drept al armatelor aliate conduse de generalul Allenby, care atacau din nord, prin Palestina.
De două ori, în cursul anului 1917, Lawrence a făcut incursiuni secrete periculoase în spatele liniilor inamice pentru a-i instiga pe arabii din Siria. În noiembrie, în satul Deraa, a fost capturat pentru scurt timp de turci, care probabil nu l-au identificat. Ce s-a întâmplat acolo, rămâne un subiect controversat.
Potrivit jurnalului său, Cei șapte stâlpi ai înțelepciunii, publicat după război, el a fost torturat cumplit și abuzat sexual de către cei care îl capturaseră. Scandaloasa poveste este respinsă de un eminent istoric american ca "neplauzibilă" ; dar un ofițer, camarad al lui Lawrence, își amintește că acesta s-a întors de la Deraa foarte abătut, ceea ce l-a convins că trăise un coșmar. Dar la trei săptămâni de la întoarcerea de la Deraa, Lawrence se refăcuse suficient pentru a intra alături de Allenby în Ierusalim, la 9 decembrie 1917.
În 1918, Aliații au continuat să înainteze spre nord, cu Lawrence și arabii pe flancul drept. Când Allenby pregătește asaltul Damascului, în septembrie, el are sub comanda sa 250.000 de oameni. Deși turcii aveau o forță nominală egală, 50.000 de soldați ai lor erau blocați de 3.000 de arabi ai lui Lawrence la est de Iordan, în timp ce alți 150.000 se aflau pe teritoriul Mesopotamiei, încercând zadarnic să împiedice alte revolte arabe. Având o superioritate de cinci la unu, Allenby a obținut victoria la 1 octombrie.

## Politica marilor puteri

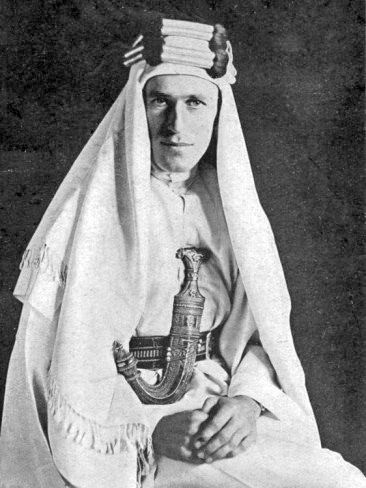
T.E. Lawrence în 1919

În mai 1916, Marea Britanie și Franța semnează un acord secret, cunoscut ca Acordul Sykes–Picot, după numele celor doi negociatori, care prevedea o divizare postbelică a teritoriilor Turciei din Orientul Mijlociu în sfere de influență britanică și franceză. Oricare stat arab din regiune urma să fie sub controlul administrativ britanic sau francez. La două zile după intrarea triumfală în Damasc, Feisal a aflat adevărul amar privind limitele independenței arabe. Insistând că nu a știut nimic despre acordul secret, Lawrence îi cere lui Allenby să-l absolve de obligațiile militare și să-i permită să se întoarcă în Anglia. "Nefiind chiar prost" avea să noteze el în Cei șapte stâlpi și înțelepciunii, "mi-am dat seama că promisiunile făcute arabilor erau literă moartă." Regreta că își lăsase oamenii să-și riște viața pentru un rezultat atât de nesemnificativ : "În loc să fiu mândru de ceea ce făcuserăm împreună, eram în permanență îngrozitor de rușinat". Lawrence realiza șocat că luptele se purtaseră mai curând pe coridoarele puterii decât pe nisipurile deșertului. 
Revenit în Anglia, Lawrence și-a pus din nou uniforma și la 29 octombrie s-a prezentat în fața unei comisii a cabinetului de război britanic. Propunerea lui: renunțarea la Tratatul Sykes-Picot pentru a-i ține pe francezi departe de Orientul Mijlociu și împărțirea Mesopotamiei și a Siriei în trei regate conduse de trei dintre fii lui Hussein, Feisal urmând să guverneze la Damasc. În timp ce aștepta o decizie guvernamentală, Lawrence i-a telegrafiat lui Hussein, sugerându-i să-l trimită pe Feisal să-l reprezinte la Conferința de pace care urma să aibă loc la Paris la începutul anului 1919. Dar încă o dată avea vești proaste pentru Feisal. Întâlnindu-se cu el pe vapor, la Marsilia, la 26 noiembrie, își anunța fostul tovarăș de arme că Franța se opusese participării lui la Conferința de pace. 
Feisal petrece lunile decembrie și ianuarie în Marea Britanie, unde Lawrence i-l prezintă pe Chaim Weizmann, liderul sionist căruia britanicii îi promiseseră o patrie evreiască în Palestina. Considerându-i pe semiții arabi și evrei ca "un tot indivizibil", Lawrence spera într-o dezvoltare a cooperării lor în Orientul Mijlociu. În schimbul necontestării dreptului de stabilire în Palestina, evreii urmau să îi împrumute bani lui Feisal pentru a-și organiza regatul în Siria. 
Războiul din Orientul Mijlociu fusese mereu secundar față de încleștarea cu Germania pe frontul de vest; iar campania lui Lawrence alături de arabi fusese numită "o afacere secundară a unei afaceri secundare". Cu toate acestea, colonelul Lawrence, cu figura sa adolescentină, cum remarca un delegat american, fusese persoana "cea mai cuceritoare" la Conferința de pace care s-a deschis la 18 ianuarie 1919. Cum lui Feisal i se refuzase participarea, sarcina de a garanta loialitatea acestuia față de Marea Britanie i-a revenit lui Lawrence.
Pentru Lawrence, dușmanii erau acum francezii; el spera ca "arabii să fie primul nostru dominion exotic și nu ultima noastră colonie exotică". Puțini împărtășeau părerea, fie printre britanici, fie printre arabi. Marea Britanie avea un nou interes în instituirea unui mandat în Orientul Mijlociu: petrolul. Iar guvernul nu voia să se dezică de aliata sa din război, Franța. Feisal s-a văzut nevoit să accepte condițiile Acordului Sykes–Picot, care amâna independența arabă reală.

## Lupta încetează, legenda ia amploare
Înfrânt la Conferința de pace, Lawrence încearcă să câștige sprijinul opiniei publice prin vehemente scrisori și articole de presă, iar apoi devine consilierul lui Winston Churchill pentru probleme arabe, la Ministerul Coloniilor al Marii Britanii. În zadar.
Proclamat rege al Siriei în martie 1920, Feisal a fost detronat de francezi în iulie, în timp ce britanicii nu au reacționat. În 1921, britanicii îl aduc pe Feisal pe tronul Irakului, care rămâne sub dominație britanică în următorii zece ani. Între timp, fratele său Abdullah este instalat ca emir al Transiordaniei, alt protectorat britanic. În 1924, Hussein este forțat să abdice de la conducerea Hijazului, fiind înlocuit de ibn Saud, șeful unui alt trib.
Între timp, dezgustat de politică, Lawrence se retrage la Oxford pentru s-și scrie memoriile. De ce făcuse toate acestea ? Epilogul la Cei șapte stâlpi ai înțelepciunii prezintă patru motive. Primul și cel mai puternic fusese unul personal, "omis din paginile cărții, dar nici o clipă absent, cred, în mintea mea, fie că dormeam, fie că eram treaz, pe parcursul tuturor acelor ani". Este vorba, după cum relevă o cercetare amănunțită, de dragostea lui Lawrence pentru băiat arab numit Dahouum, cu care se împrietenise la Karkemiș, în 1913; libertatea pentru poporul acestui băiat, scria el, ar fi un "cadou acceptabil". Cu câteva săptămâni înainte de cucerire Damascului, a aflat că băiatul a murit de tifos - "astfel, cadoul meu nu mai are rost", nota el îndurerat. Cel de al doilea motiv al lui Lawrence era patriotismul, dorința de a ajuta Marea Britanie să câștige războiul. Al treilea, curiozitatea intelectuală, "dorința de a mă simți inițiatorul unei mișcări naționale". Iar al patrulea, ambiția personală, "viața mea să facă parte din aceea nouă Asie care în mod inexorabil va veni peste noi".
Cariera postbelică a lui Lawrence este la fel de ciudată și controversată ca faptele sale legendare din timpul revoltei arabe. În august 1922, fostul colonel se înrolează în Forțele Aeriene Regale britanice sub numele de John Ross. Suportă umil tirania ofițerilor instructori. Dar când presa publică povestea autoumilirii lui Lawrence ca recrut, acesta este dat afară.
Neputând să se angajeze fiindcă, după cum mărturisea chiar el, cu un oarecum umor, "nimeni nu vrea să îmi ofere un serviciu suficient de modest pe cât aș vrea", singura satisfacție a lui Lawrence era să străbată țara pe motocicletă. La intervenția prietenilor, este readmis în armată în martie 1923, de data aceasta în corpul de tanchiști, ca simplu soldat, sub numele de T.E. Shaw. Doi ani mai târziu, reușește să se transfere în RAF, unde își petrece, ca aviator, ultimii zece ani din viață.
La 13 mai 1935, se pare că Lawrence a pierdut controlul motocicletei în plină viteză pe un drum din sudul Angliei și a fost proiectat peste ghidon. După șase zile a murit din cauza rănilor de la cap. Chiar înainte de accident, o mașină neagră a trecut pe lângă Lawrence venind din sens opus. În acel moment, doi copii pe biciclete i-au apărut brusc în față, iar Lawrence a încercat să-i evite.